# Michael Stephanides

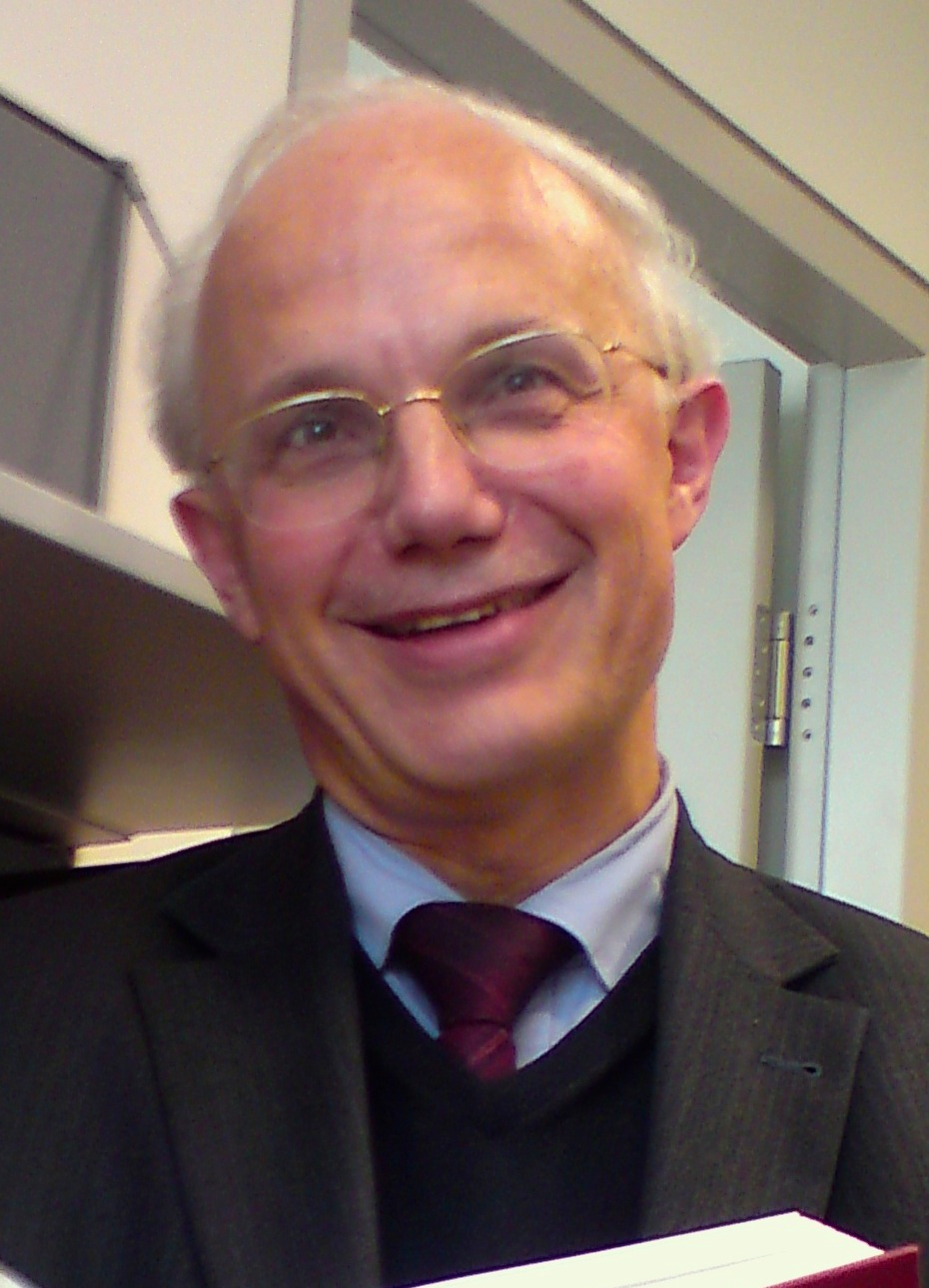
Michael Stephanides (2010)

Michael Stephanides (* 1953 in Wien) ist ein österreichischer Organist, Kammermusiker, Universitätsprofessor und Studiendirektor an der Universität für Musik und darstellende Kunst in Wien.

## Leben
Stephanides studierte Orgel (Konzertfach) an der Hochschule für Musik und darstellende Kunst in Wien bei Rudolf Scholz und erhielt das Konzertdiplom mit Auszeichnung 1979. Ebenso studierte er Musikwissenschaft und Kunstgeschichte und promovierte 1982 mit der Dissertation Wenzel Birck (Pürk), Leben und Werk eines Wiener Hofmusikers an der Wende vom Barock zur Klassik. Im Jahr 2004 habilitierte er im künstlerischen Fach Orgel am Joseph Haydn Institut für Kammermusik und Spezialensembles an der Universität für Musik und darstellende Kunst Wien. Einen weiteren akademischen Abschluss erlangte er im Jahr 2007 nach dem Studium der Rechtswissenschaften an der Universität Wien.
Michael Stephanides ist seit 1982 verheiratet mit Hannelore Stephanides und hat drei Töchter.
1987 bis 2019 unterrichtete er als Universitätslehrer an der Universität für Musik und darstellende Kunst in Wien die Fächer " Orgel, Musiktheorie, Generalbass, Partitur- und Blattspiel, Improvisation, Korrepetition, Orgel für Pianisten und Cembalisten.
Von 1989 bis zu seiner Pension 2019 war er hochschulpolitisch und in akademischen Gremien aktiv. Er war Mitglied und Kuriensprecher im Akademischen Senat, im Betriebsrat, und ab 2004 war er Studiendirektor (monkratisches Organ in studienrechtlichen Angelegenheiten) an der Universität für Musik und darstellende Kunst in Wien. Ferners war er Vorstand des Universitätslehrervebands.

## Auszeichnungen
- Diplom beim 2. Internationalen Anton-Bruckner-Orgelwettbewerb in Linz 1978
- Würdigungspreise des Bundesministeriums für Bildung, Wissenschaft und Kultur (vormals Bundesministerium für Wissenschaft und Forschung).

## Künstlerische Tätigkeit
Seit 1975 regelmäßige Auftritte in ganz Europa, auch im Rahmen von diversen Festivals
- Wiener Festwochen, steirischer Herbst, internationale Kirchenmusiktage in Niederösterreich.
- Orchestermitwirkungen mit prominenten Dirigenten und Orchestern: Bernstein, Previn, Pretre, Penderecki, Hager, Hollreiser, Wiener Symphoniker, *ORF-Symphonieorchester, Niederösterreichisches Tonkünstlerorchester, Moskauer Philharmoniker u. a.
- Zahlreiche Ur- und Erstaufführungen zeitgenössischer Komponisten sowie eigener Werke und Arrangements.
- Fernseh-, Rundfunk-, Schallplatten- und CD-Produktionen.
- Wissenschaftliche Artikel in diversen Fachzeitschriften;
- Gastseminare und Vorträge, Bücher- und Notenbesprechungen; Konzertkritiken.